# Saison 1 de Un, dos, tres
Chronologie
Saison 2
Cet article présente le guide des épisodes de la première saison de la série télévisée espagnole Un, dos, tres.
Remarque : 
Le format des épisodes diffère de la chaine de diffusion d'origine à la France : certains épisodes VF contiennent une partie de deux épisodes VO différents. En Espagne, la première saison comporte 13 (80 min) épisodes contre 20 (50 min) en France. De fait, Il est impossible de donner les titres originaux des épisodes répertoriés ici.

## Généralités
- En Espagne, la série est lancée le 8 janvier 2002 sur Antena 3[1].
- En France, elle est diffusée du 18 février 2004[2] au 21 avril 2004[3] sur M6, au rythme de deux épisodes chaque mercredi après-midi. Les épisodes sont remontés et de nombreuses scènes sont coupées afin de correspondre au format standard de 52 minutes[4].
- En Belgique, la série est proposée dès le 23 août 2004 sur AB3[5].
- Le générique de la saison 1 est différent dans les pays francophones puisqu'il s'agit en réalité de celui de la saison 2, d'où la présence de Dafne Fernández et Raúl Peña qui n'apparaissent pas dans la première saison, et, à l'inverse, l'absence d'Asier Etxeandia qui est pourtant crédité dans le générique en version originale[6].
- La saison 1 couvre toute la première année d'études des élèves de l'école des Arts de la Scène de Carmen Arranz.

## Distribution

### Acteurs principaux
- Beatriz Rico (VF : Laurence Mongeaud) : Diana de Miguel
- Natalia Millán (VF : Josy Bernard) : Adela Ramos
- Alfonso Lara (VF : Guillaume Lebon) : Juan Taberner
- Víctor Mosqueira (VF : Tanguy Goasdoué) : Cristóbal Souto
- Mónica Cruz (VF : Agnès Manoury) : Silvia Jáuregui
- Beatriz Luengo (VF : Catherine Desplaces) : Dolores « Lola » Fernández
- Silvia Marty (VF : Valérie Nosrée) : Ingrid Muñoz
- Pablo Puyol (VF : Anatole de Bodinat) : Pedro Salvador
- Miguel Ángel Muñoz (VF : Franck Monsigny) : Roberto Arenales
- Pedro Peña (VF : Robert Darmel) : Antonio Milá
- Jaime Blanch (VF : Michel Papineschi) : Gaspar Ruiz
- Lola Herrera (VF : Tania Torrens) : Carmen Arranz

### Acteurs récurrents
- Asier Etxeandia (VF : Sébastien Desjours) : Benito « Beni » López (crédité en tant que principal dans la VO)
- Rocío Calvo (VF : Zaïra Benbadis) : Claudia Romero
- Mario Martín (es) (VF : Alain Choquet) : Román Fernández
- Arantxa Valdivia (VF : Laura Zichy) : Luisa Ruiz
- Alfonso Bassave (VF : Cyrille Artaux) : José
- Javier Yang : Chino
- Omar Muñoz (VF : Catherine Desplaces) : Jorge Fernández
- Erika Sanz (VF : Stéphanie Hédin) : Erika (non créditée)
- Patricia Arizmendi (VF : Catherine Cipan) : Sonia (non créditée)
- Junior Miguez (VF : Jérémy Prévost) : Junior (non crédité)
- Ricardo Amador (VF : Pascal Nowak) : Rafael « Rafa » Torres (à partir de l'épisode 4)
- Mauricio Villa : Carlos Pérez (épisodes 1 à 3)
- Simón Andreu : Luis Salvador (épisodes 9 et 19)
- María Jesús Hoyos : Antonia Salvador (épisodes 9 et 19)
- Fanny Gautier (VF : Pauline de Meurville) : Alicia Jáuregui (épisodes 11, 13 et 19)
- Teresa Manresa : Lucía (épisodes 11 et 12)
- Francisco Javier Muñoz : Sergio (épisodes 14 à 16)
- Judit Mariezkurrena : Bea (épisode 14)

### Invités
- Carlos Rodríguez (épisodes 7 et 8)
- Ángel Rojas (épisodes 7 et 8)
- Efecto Mariposa (es) (épisode 10)
- Amaral (épisode 14)
- Luis Fonsi (épisode 15 ; scène raccourcie dans la VF)
- Ketama (scènes coupées dans la VF)

## Épisodes

### Épisode 1:Lever de Rideau
- Espagne : 8 janvier 2002 sur Antena 3[1]
- France : 18 février 2004 sur M6[2]

- Symphonie N⁰ 7 en la majeur, Op. 92, Acte II. Allegretto - Beethoven
- Heartfixer - De-Phazz
- Lady Marmalade - Christina Aguilera, Lil' Kim, Mýa & P!nk
- Casse-Noisette, Op. 71, Acte II: No. 14a. Pas de deux - Tchaïkovski
- Never Can Say Goodbye - Gloria Gaynor (scène coupée dans la VF)

### Épisode 2:Coup de Théâtre!
- Played-A-Live (The Bongo Song) - Safri Duo
- La Walkyrie, Acte III, Scène 1, La chevauchée des Walkyries - Richard Wagner
- Get Ready - The Temptations
- Baila Morena - Zucchero
- Le Clavier bien tempéré - Bach (scène coupée dans la VF)

### Épisode 3:Une question d'argent
- Peer Gynt, suite no. 1, Op. 46. Dans l'antre du roi de la montagne - Edvard Grieg
- Lady Marmalade - Christina Aguilera, Lil' Kim, Mýa & P!nk
- Pennsylvania 6-5000 - The Brian Setzer Orchestra

### Épisode 4:Les premiers pas
- Concerto pour violon en la mineur. Allegro moderato - Bach
- Nasty - Janet Jackson
- Don't Stop Movin' - S Club 7

### Épisode 5:Rivalités
- Don't Stop Movin' - S Club 7

Bande originale de Grease :
- You're the One That I Want - John Travolta & Olivia Newton-John
- Born to Hand Jive - Sha Na Na

### Épisode 6:Les flèches de Cupidon
- Moi... Lolita - Alizée

Bande originale de Grease :
- You're the One That I Want - John Travolta & Olivia Newton-John
- Born to Hand Jive - Sha Na Na
- Beauty School Dropout - Frankie Avalon

### Épisode 7:Comme des funambules
- Concerto pour mandoline RV 425 en do majeur - Vivaldi
- Love Is in Control (Finger on the Trigger) - Sheena Easton
- The Look of Love - Diana Krall
- Rush - Freak Power

### Épisode 8:Mise au point
- Love Is in Control (Finger on the Trigger) - Sheena Easton
- Aquarius - Hair (interprétée par Beatriz Luengo)

### Épisode 9:Bas les masques
- Stop! In the Name of Love - The Supremes (interprétée par Silvia Marty)
- Traffic et Deep Down & Dirty - Stereo MC's
- Get Down on It - Kool & the Gang
- You Should Have Seen - Garijo Mambrú
- I Got Life - Hair (interprétée par Pablo Puyol)

### Épisode 10:Première et dernière
- Get Ready - The Temptations
- You're the Boss - The Brian Setzer Orchestra feat. Gwen Stefani
- Sola - Efecto Mariposa (es)
- Pomp and Circumstance Military Marches, No. 1 en do majeur, Op. 39 - Edward Elgar
- It's Yours - Jon Cutler (en)  feat. E-Man
- My Guy - Mary Wells
- No More Tears (Enough Is Enough) - Barbra Streisand & Donna Summer

### Épisode 11:Cœurs enflammés
- My Guy - Mary Wells
- Everyday My Life - Dajae (en)
- It's Yours - Jon Cutler (en)  feat. E-Man
- You're the Boss - The Brian Setzer Orchestra feat. Gwen Stefani
- Free - Mýa
- El Abuelo Es Gay - Chivi (es)
- Rush - Freak Power
- Luna - Alessandro Safina

### Épisode 12:Révélations
- Dancing in the Street (version créée pour la série)
- Lullaby - The Cure

### Épisode 13:Rébellion
- Dancing in the Street (version créée pour la série)
- Sleepwalk - The Brian Setzer Orchestra
- She Moves (La La La) - Karaja (scène coupée dans la VF)
- Le Beau Danube bleu, Op. 314 - Johann Strauss II
- Baya Baya - Safri Duo
- Angel - Shaggy feat. Rayvon (en)
- I Just Want to Make Love to You - Etta James

### Épisode 14:Grosse fatigue
- Air sur la corde de sol - Bach
- Baya Baya - Safri Duo
- Sin ti no soy nada - Amaral
- Happy - Lighthouse Family
- Baila Morena - Zucchero
- Moi... Lolita - Alizée

### Épisode 15:Jalousies
- Die Schöpfung - Joseph Haydn
- Escapade - Janet Jackson
- Quisiera Poder Olvidarme de Ti - Luis Fonsi
- Danse hongroise no. 5 en fa dièse mineur. Allegro - Brahms
- Ducktoy - Hampenberg (en)

### Épisode 16:État d'urgence
- This Is Real - Wax feat. Marian Dacal
- Septuor pour cordes et vents en mi bémol majeur, Op. 20: III. Tempo di Menuetto - Beethoven
- Out Here on My Own - Irene Cara (interprétée par Beatriz Luengo)
- Hey Baby - No Doubt
- Cry Me a River - Diana Krall
- Town Called Malice - The Jam
- I'll Be There - The Jackson Five (interprétée par Beatriz Luengo, Silvia Marty et Asier Etxeandia)
- Suicide Blonde - INXS

### Épisode 17:Convoitises
- Suicide Blonde - INXS
- Giving Up, Giving In - Sheena Easton
- La Belle au bois dormant, Op. 66a. Valse - Tchaïkovski
- Town Called Malice - The Jam

### Épisode 18:Triangle amoureux
- The Emotions - Brian Cross et Fat Synth
- Scorch - Transglobal Underground
- I've Seen That Face Before (Libertango) - Grace Jones

### Épisode 19:Haute tension
- Word Up! - Cameo
- Danse hongroise no. 5 en fa dièse mineur. Allegro - Brahms
- Brisa de esperanza - Nuria Fergó
- Music In Me - Zucchero

### Épisode 20:Le verdict
- La Damnation de Faust, Op. 24. Marche hongroise - Berlioz
- Love Is All Around - Wet Wet Wet (interprétée par Beatriz Luengo et Silvia Marty)
- Freeek! - George Michael
- Soak Up the Sun - Sheryl Crow
- Alguna Vez - Ketama (scènes coupées dans la VF)
- Toma Vitamina - La Fiesta
- Ain't Nothing Like the Real Thing - Marvin Gaye & Tammi Terrell
- The Girl From Yesterday - Gigolo Aunts
- Flashdance... What a Feeling - Irene Cara